# Словачка на Светском првенству у атлетици у дворани 2022.
Словачка је учествовала на 18. Светском првенству у атлетици у дворани 2022. одржаном у Београду од 18. до 20. марта. У свом петнаестом учешћу на светским првенствима у дворани, репрезентацију Словачке представљало је 7 такмичара (5 мушкараца и 2 жене), који су се такмичили у 4 дисциплине (2 мушке и 2 женске).,
На овом првенству такмичари Словачке нису освојили ниједну медаљу али су оборили 1 национални рекорд.

## Учесници
| Мушкарци: - Јан Волко — 60 м - Шимон Бујна — 4 х 400 м - Патрик Домотор — 4 х 400 м - Матеј Балух — 4 х 400 м - Мирослав Марчек — 4 х 400 м | Жене: - Викторија Форстер — 60 м, 60 м препоне - Моника Вејгертова — 60 м |  |

## Резултати

### Мушкарци
| Атлетичар       | Дисциплина | Лични рекорд | Квалификација  | Квалификација | Полуфинале           | Полуфинале           | Финале                | Финале       | Детаљи |
| Атлетичар       | Дисциплина | Лични рекорд | Резултат       | Место         | Резултат             | Место                | Резултат              | Место        | Детаљи |
| --------------- | ---------- | ------------ | -------------- | ------------- | -------------------- | -------------------- | --------------------- | ------------ | ------ |
| Јан Волко       | 60 м       | 6,55 НР      | 6,66(.657) ЛРС | 4. у гр. 1    | Није се квалификовао | Није се квалификовао | Није се квалификовао  | 25 / 43 (50) |        |
| Шимон Бујна     | 4 х 400 м  | 3:15,90 НР   | 3:09,79 НР     | 4. у гр. 2    |                      |                      | Нису се квалификовали | 11 / 12 (13) |        |
| Патрик Домотор  | 4 х 400 м  | 3:15,90 НР   | 3:09,79 НР     | 4. у гр. 2    |                      |                      | Нису се квалификовали | 11 / 12 (13) |        |
| Матеј Балух     | 4 х 400 м  | 3:15,90 НР   | 3:09,79 НР     | 4. у гр. 2    |                      |                      | Нису се квалификовали | 11 / 12 (13) |        |
| Мирослав Марчек | 4 х 400 м  | 3:15,90 НР   | 3:09,79 НР     | 4. у гр. 2    |                      |                      | Нису се квалификовали | 11 / 12 (13) |        |

### Жене
| Атлетичарка       | Дисциплина   | Лични рекорд | Квалификација | Квалификација | Полуфинале            | Полуфинале            | Финале                | Финале       | Детаљи |
| Атлетичарка       | Дисциплина   | Лични рекорд | Резултат      | Место         | Резултат              | Место                 | Резултат              | Место        | Детаљи |
| ----------------- | ------------ | ------------ | ------------- | ------------- | --------------------- | --------------------- | --------------------- | ------------ | ------ |
| Моника Вејгертова | 60 м         | 7,32         | 7,43          | 7. у гр. 1    | Нису се квалификовале | Нису се квалификовале | Нису се квалификовале | 40 / 46 (47) |        |
| Викторија Форстер | 60 м         | 7,28 НР      | 7,35(.346)    | 5. у гр. 5    | Нису се квалификовале | Нису се квалификовале | Нису се квалификовале | 31 / 46 (47) |        |
| Викторија Форстер | 60 м препоне | 8,16         | 8,17(.161) кв | 6. у гр. 3    | 8,22(.215)            | 6. у гр. 3            | Није се квалификовала | 24 / 41 (45) |        |